# Katoomba
Katoomba è una città della Città di Blue Mountains (Area di governo locale) nello Stato del Nuovo Galles del Sud, in Australia ed è sede amministrativa del consiglio di Città di Blue Mountains.

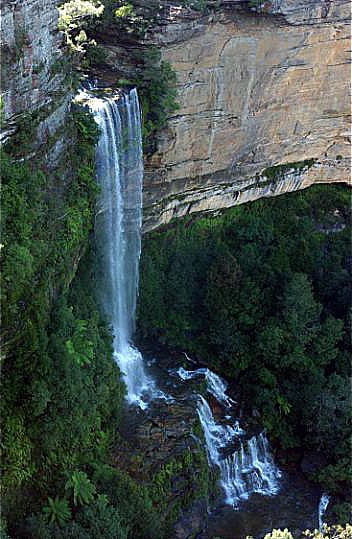
Cascate katoomba

Katoomba si trova lungo l'autostrada Great Western Highway a 110 km a ovest di Sydney e a 39 km a sud-est di Lithgow. 
La stazione ferroviaria di Katoomba si trova sulla Main Western line (Linea principale occidentale).
Katoomba è ben conosciuta per le vedute panoramiche montane e sul bush, le camminate e le escursioni intorno alle Montagne blu
Secondo il censimento del 2011 Katoomba ha una popolazione di 8 016 abitanti.